# ダンシィング・ウィズ・ザ・デビルス
『ダンシィング・ウィズ・ザ・デビルス』は、庄司卓・作、田沼雄一郎・画のライトノベル。富士見ファンタジア文庫（富士見書房）で1992年8月から1993年8月まで全4巻刊行した後、上下巻構成で新装版がμNOVEL（毎日新聞出版）より2016年2月から4月まで復刊。復刊にあたって加筆修正され、書き下ろし新作も収録された。

## 概要
魔法に似たアブストラクトと剣の世界。本作は元々、ゲーム用の設定を基に作成されており、第1作にもかかわらずページ数が多いのが特徴。のちに世界観を共有した続編作品『ダンシングウィスパーズ』が執筆された。
なお、題名は英語の文法上誤りがあるが、その理由についてはμNOVEL版下巻のあとがきに記されている。

## 主な登場キャラクター
ラシャン（ラシャンコイトンバーネル）
アブストラクター。一族と母親の仇を探している。クールで美人だが、寝起きがとても悪い。
シュノー（シュノーアーティア）
剣士。明るく社交的だががさつ。数年前からの記憶がない。

## 既刊一覧

### 富士見ファンタジア文庫版
- 庄司卓（著）・田沼雄一郎（イラスト）、富士見書房〈富士見ファンタジア文庫〉、全4巻
  - 『ダンシィング・ウィズ・ザ・デビルス』、1992年1月14日発売[2]、ISBN 978-4829124178
  - 『ダンシィング・ウィズ・ザ・デビルス2 波の間のエンブレイズ』、1992年8月18日発売[3]、ISBN 978-4829124574
  - 『ダンシィング・ウィズ・ザ・デビルス3 女神のかけら』、1992年11月13日発売[4]、ISBN 978-4829124710
  - 『ダンシィング・ウィズ・ザ・デビルス4 仮面のフィナーレ』、1993年8月6日発売[5]、ISBN 978-4829125144

### μNOVEL版
- 庄司卓（著）・田沼雄一郎（イラスト）、毎日新聞出版〈μNOVEL〉、全2巻
  - 『ダンシィング・ウィズ・ザ・デビルス【新装版】<上>』、2016年2月26日発売[6]、ISBN 978-4620210087
  - 『ダンシィング・ウィズ・ザ・デビルス【新装版】<下>』、2016年4月26日発売[7]、ISBN 978-4620210148